# Palau Grassi
El Palau Grassi (també conegut com a Palau Grassi-Stucky) és un edifici d'estil clàssic venecià localitzat en el Gran Canal, entre el Palazzo Moro Lin i el campo San Samuele, a Venècia, Itàlia. Va ser dissenyat per Giorgio Massari, i construït entre el 1748 i 1772.
Un dels darrers entre els palaus del Gran Canal de Venècia, el palau Grassi té un estil clàssic acadèmic que contrasta amb l'entorn romà d'Orient i barroc dels palaus venecians. Té una façana de palau formal, construït amb marbre blanc, però no té les obertures mercantils típiques.
La família Grassi va vendre el palau l'any 1840, i va passar per diversos propietaris. Va ser adquirit pel Grup Fiat l'any 1983, sota la presidència de Gianni Agnelli, i va experimentar una restauració completa dirigida per l'arquitecte Gae Aulenti. L'objectiu del grup era transformar el Palazzo Grassi en una sala d'exposició per a les arts visuals. Actualment, continua encara sent utilitzat com una galeria d'art.
Entre 1984 i 1990, Pontus Hultén va estar al càrrec del museu d'art que conté un aforament de 600 places com a teatre exterior. Des del 2006, el palau ha estat posseït per l'emprenedor francès François Pinault que hi exhibeix la seva col·lecció d'art personal. També va ser el lloc on el fill de Pinault, François-Henri, va conèixer l'actriu Salma Hayek i en va ser la ubicació per al seu casament.